# Skogsta, Strömsholm en Sillerbo
Skogsta, Strömsholm en Sillerbo (Zweeds: Skogsta, Strömsholm och Sillerbo) is een småort in de gemeente Ljusdal in het landschap Hälsingland en de provincie Gävleborgs län in Zweden. Het småort heeft 73 inwoners (2005) en een oppervlakte van 26 hectare. Eigenlijk bestaat het småort uit drie plaatsjes: Skogsta, Strömsholm en Sillerbo.